# Karmelitinnenkloster Develier
Das Karmelitinnenkloster Develier ist ein Kloster der Karmelitinnen in Develier, Kanton Jura, im Bistum Basel in der Schweiz.

## Geschichte
Als die Karmelitinnen von Marseille 1944 zu den Zisterzienserinnen des Klosters Maubec fliehen mussten, kehrte ein Teil des Konvents nicht nach Marseille zurück, sondern gründete 1949 auf Einladung von Bischof Camille Pic von Valence das Kloster Montélimar (Karmel der heiligen Dreifaltigkeit und der heiligen Therese vom Kinde Jesu, Apostel der barmherzigen Liebe, französisch: Carmel de la Très Sainte Trinité et de Sainte Thérèse de l’Enfant-Jésus, Apôtre de l’Amour Miséricordieux). 20 Jahre später führte ein tiefgehendes Zerwürfnis zwischen dem Konvent und der Gönnerin (und Eigentümerin der Klostergebäude) zum Auszug und Wechsel in das von den Marianisten zur Verfügung gestellte Schloss Middes in der Schweiz. Von dort aus bezog der Konvent 1980 das neu erbaute Kloster in Develier. 2001 wurde der ursprüngliche Name Carmel Notre Dame de la Solitude (Unsere Liebe Frau von der Einsamkeit) in Carmel Notre Dame de l’Unité (Unsere Liebe Frau von der Einheit) umgewandelt, den der Konvent bereits in Middes trug. Das Kloster befindet sich in der Rue du Carmel Nr. 40. Der Konvent zählt derzeit rund 20 Schwestern. Er gehört zur Karmelitinnenföderation Süd-Ost-Frankreich.